# 比佛利山警探
《比佛利山超級警探》（英語：Beverly Hills Cop）是一部1984年美國警察搭檔動作喜劇片，由马丁·布莱斯特執導，小丹尼爾·佩特里編劇，艾迪·墨菲在片中主演底特律警探艾索·福里，他前往加利福尼亞州比佛利山解決好友的謀殺案。其他主演包括賈基·雷荷、約翰·亞西頓、麗莎·伊麗巴切兒、羅尼·考克斯和史蒂芬·貝寇夫。
本片為《比佛利山超級警探》系列電影的首部作品，並讓墨菲展開國際知名度。《比佛利山超級警探》1984年12月5日在美國上映；影評界和觀眾間給予一致好評，於市場上一炮而紅、口碑票房雙收，成為1984年美國票房最高的電影。在1985年提名金球獎最佳音樂及喜劇電影和奥斯卡最佳原创剧本奖。

## 剧情
年輕魯莽的底特律警察局警探艾索·福里最近一次未經授權的誘捕行動因兩名穿制服的警官介入而失敗，導致在城市中高速追逐，造成大範圍破壞。長官道格拉斯·陶德督察斥責艾索，並威脅要解僱他，除非改變對警察身份的態度。艾索與兒時的朋友麥可·「米基」·坦迪諾重聚，兩人過去一起犯下了盜竊汽車的罪行，而米基承擔了責任並在監獄服刑。因共同的兒時朋友珍妮·薩默斯，米基最終在比佛利山擔任保全。艾索得知米基擁有一些德國不記名債券後不久，兩名男子將艾索打昏，並就不記名債券與米基對質，然後殺死了他。
艾索被長官拒絕調查米基一案，因而以休假為幌子，獨自前往比佛利山查案。他發現珍妮在一家藝術畫廊工作，得知她與畫廊老闆維克多·梅特蘭的關係，打算向他詢問有關米基的事，但被趕出並被當地警方逮捕。在警察局，安德魯·包高米爾中尉指派約翰·塔格特中士與比利·羅斯伍警探看好艾索。起初，塔格特與羅伍與艾索相處不融洽，直到在脫衣舞酒吧後關係進展。
為了追查殺害米基的兇手，艾索潛入了梅特蘭的一間倉庫，發現了裝滿咖啡渣的板條箱，他懷疑這些咖啡渣是用來包裝毒品，同時用來掩蓋毒品的氣味以防警犬聞到。他還發現梅特蘭的許多板條箱都沒有經過海關。再次被捕後，艾索向包高米爾表示梅特蘭一定是走私犯。得知艾索不明智的調查行動後，警察局長哈伯德下令將艾索護送出城。然而，艾索說服比利去接珍妮，並帶她一起去倉庫，貨物將於當天到達。
艾索和珍妮闖入倉庫，發現了古柯鹼，梅特蘭一行人現身帶走珍妮，讓手下查克對付艾索。比利經過一番猶豫後，進入倉庫並在短暫的槍戰中救出了艾索。塔格特追查艾索和比利來到梅特蘭的莊園，三人一起努力營救珍妮並將梅特蘭繩之以法。三人一起消滅了梅特蘭的一些手下，包括查克。在包高米爾的幫助下，艾索射殺了梅特蘭並救出了珍妮。
事後，包高米爾向哈伯德局長編造了一個故事，好讓艾索三人和比佛利山警察局能安全下庄。塔格特和比利在艾索退房並結賬時遇到了他，艾索邀請他們和自己一起喝一杯告別酒，兩人接受了邀請。

## 演員
- 艾迪·墨菲飾演艾索·福里（英语：Axel Foley）警探
- 賈基·雷荷飾演威廉·「比利」·羅斯伍警探（Detective William "Billy" Rosewood）
- 約翰·亞西頓飾演約翰·塔格特中士（Sergeant John Taggart）
- 麗莎·伊麗巴切兒（英语：Lisa Eilbacher）飾演珍妮特·「珍妮」·薩默斯（Jeanette "Jenny" Summers）
- 羅尼·考克斯（英语：Ronny Cox）飾演安德魯·包高米爾中尉（Lieutenant Andrew Bogomil）
- 史蒂芬·貝寇夫（英语：Steven Berkoff）飾演維克多·梅特蘭（Victor Maitland）
- 強納森·班克斯飾演查克（Zack）
- 詹姆斯·羅素（英语：James Russo）飾演麥可·「米基」·坦迪諾（Michael "Mikey" Tandino）
- 保羅·萊瑟飾演傑佛瑞（Jeffrey）
- 吉爾·希爾（英语：Gil Hill）飾演道格拉斯·陶德督察（Inspector Douglas Todd）
- 布朗森·平丘特（英语：Bronson Pinchot）飾演賽爾芝（Serge）
- 戴蒙·韋恩斯飾演香蕉人（Banana Man）

## 外部連結
- 互联网电影数据库（IMDb）上《比佛利山警探》的资料（英文）
- Metacritic上《比佛利山警探》的資料（英文）
- AllMovie上《比佛利山警探》的资料（英文）
- 爛番茄上《比佛利山警探》的資料（英文）
- Box Office Mojo上《比佛利山警探》的資料（英文）
- TCM电影资料库上《比佛利山警探》的资料（英文）
- 開眼電影網上《比佛利山警探》的資料（繁體中文）
- 豆瓣电影上《比佛利山警探》的資料 （简体中文）
- 时光网上《比佛利山警探》的資料（简体中文）